# Резолюция 195 на Съвета за сигурност на ООН
Резолюция 195 на Съвета за сигурност на ООН е приета единодушно на 9 октомври 1964 г. по повод кандидатурата на Малави за членство в ООН. С Резолюция 195 Съветът за сигурност препоръчва на Общото събрание на ООН Малави да бъде приет за член на Организацията на обединените нации.